# لودویگ مرتسباخر
لودویگ مرتسباخِـر (آلمانی: Ludwig Merzbacher؛ ۹ فوریهٔ ۱۸۷۵ – ۳۰ اکتبر ۱۹۴۲) روان‌پزشک، عصب‌پژوه و آسیب‌شناس عصبی اهل آلمان بود.
او دکترای پزشکی خود را در سال ۱۹۰۰ میلادی از دانشگاه استراسبورگ و پس از مدتی فعالیت در حوزهٔ فیزیولوژی، تخصص خود را در زمینهٔ روان‌پزشکی از دانشگاه توبینگن در سال ۱۹۰۶ دریافت داشت. وی طی مدت اقامت خود در مونیخ، پژوهش‌هایی دربارهٔ میکروگلیا در لابراتوار آلویز آلزایمر به انجام رساند. مرتسباخر در سال ۱۹۱۰ به آرژانتین رفت و در آنجا سرپرست لابراتوار کلینیک روان‌پزشکی در بوئنوس آیرس، مسئول فنیِ دپارتمان آسیب‌شناسی تشریحی در مرکز درمانی «کلینیکا مُدلیو» و همچنین پزشک ارشد «بیمارستان آلمانی‌ها» در بوئنوس آیرس شد.
وی یکی از دو پزشکی است که برای نخستین بار بیماری پیلیتسئوس-مرتسباخر را توصیف نمودند.